# Brazilski les
Brazilski les (znanstveno ime Paubrasilia echinata) je vrsta cvetoče rastline iz družine stročnic (Fabaceae), ki je endemična za atlantski gozd v Braziliji. To je brazilsko drevo, znano kot pernambuški les ali brazilski les (portugalsko pau-de-pernambuco, pau-brasil; Tupi: ybyrapytanga) in je nacionalno drevo Brazilije. Ima gosto, oranžno-rdečo sredico lesa z močnim sijajem in je prvovrsten les, ki se uporablja za izdelavo lokov za strunska glasbila. Les daje tudi zgodovinsko pomembno rdeče barvilo, imenovano brazilin, ki oksidira v brazilein.
Ime pau-brasil je bilo uporabljeno za nekatere vrste iz rodu Caesalpinia v srednjem veku, prvotno znanstveno ime Caesalpinia echinata pa mu je dal leta 1785 Jean-Baptiste Lamarck. Novejše taksonomske študije so pokazale, da si zasluži priznanje kot ločen rod, zato so ga leta 2016 preimenovali v Paubrasilia echinata. Latinski vrstni pridevek echinata se nanaša na ježa (iz besede echinus) in opisuje trnje, ki pokriva vse dele drevesa vključno s plodovi.
Ime Brazilija je skrajšana oblika Terra do Brasil, 'dežela brazilskega lesa'.

## Ime
Ko so portugalski raziskovalci našli Paubrasilio na obali Južne Amerike, so jo prepoznali kot sorodnico azijske vrste Biancaea sappan, ki so jo v Evropi že uporabljali za proizvodnjo rdečega barvila. Portugalci so ta drevesa poimenovali pau-brasil, izraz pau pomeni 'les', brasil pa 'rdečkasto/podobno žerjavici'. Južnoameriška drevesa so kmalu prevladala v trgovanju kot boljši vir barvila. Zaradi gozdov je bila tako živahna trgovina, da so zgodnji pomorščaki in trgovci deželo začeli imenovati Terra do Brasil ali preprosto 'dežela Brazilija'; iz te uporabe je nastalo današnje ime Brazilija.
Botanično je vključenih več drevesnih vrst, vse v družini stročnic (družina stročnic). Izraz brazilski les se najpogosteje uporablja za označevanje vrste Paubrasilia echinata, vendar se uporablja tudi za druge vrste, kot sta Caesalpinia sappan in Haematoxylum brasiletto. Drevo je znano tudi pod drugimi imeni, kot je ibirapitanga, iz jezika Tupijev, kar pomeni 'rdečkast les'; ali pau de pernambuco, poimenovano po brazilski državi Pernambuco.
V poslu izdelovanja lokov je običajno, da tudi nekatere druge vrste poleg Paubrasilia echinata imenujejo 'brazilski les'; primeri vključujejo roza ipe (Handroanthus impetiginosus), Massaranduba (Manilkara bidentata) in palo brasil (Haematoxylum brasiletto). Zelo cenjena vrsta Paubrasilia echinata se v tem posebnem kontekstu običajno imenuje 'pernambukov les'.

## Opis
Brazilsko drevo lahko doseže višino do 15 metrov, temno rjavo lubje pa se lušči v velikih zaplatah in razkriva bleščečo krvavo rdečo beljavo pod njim. Listi so pernati in vsak je sestavljen iz 9 do 19 majhnih, usnjatih lističev, ki so široko podolgovate oblike. Cvetno steblo ali socvetje je prav tako razvejano in vsebuje med 15 in 40 rumenih, močno dišečih cvetov, ki jih lahko oprašijo čebele. Cvetni listi so običajno rumeni s krvavo rdečo liso. Plodovi so oleseneli semenski stroki ovalne oblike, ki merijo do 7,3 centimetra v dolžino in 2,6 centimetra v premer; visijo z vej in po izločanju semen se stroki zvijejo. Veje, listi in plodovi so prekriti z majhnimi trni.
Obstaja nekaj pomembnih razlik med geografsko različnimi populacijami in domneva se, da lahko obstajajo ločene podvrste pau brasil. To drevo ima lahko nekatere zdravilne lastnosti in so ga lokalni prebivalci uporabljali kot adstringent in antidiuretik; izvlečki so bili testirani kot možna zdravila za zdravljenje raka.

## Zgodovinski pomen
Od 16. stoletja je brazilski les postal zelo cenjen v Evropi in ga je bilo težko dobiti. S sorodnim lesom, Biancaea sappan, ki je prihajal iz Azije, se je trgovalo v obliki prahu in se uporabljalo kot rdeče barvilo pri izdelavi luksuznega tekstila, kot je žamet, po katerem je bilo v renesansi veliko povpraševanje. Ko so portugalski pomorščaki 22. aprila 1500 pristali v današnji Braziliji, so takoj videli, da je brazilskega lesa izjemno veliko ob obali in v njenem zaledju, ob rekah. V nekaj letih je bila vzpostavljena grozljiva in zelo dobičkonosna operacija sečnje in pošiljanja vseh hlodov brazilskega lesa, ki so jih lahko dobili, kot portugalski monopol, ki ga je podelila krona. Bogata trgovina, ki je kmalu sledila, je spodbudila druge narode, da so skušali poseči in tihotapiti brazilski les iz Brazilije, gusarji pa so napadli naložene portugalske ladje, da bi jim ukradli tovor. Na primer, neuspešen poskus francoske ekspedicije, ki jo je leta 1555 vodil Nicolas Durand de Villegaignon, viceadmiral Bretanje in gusar pod kraljem, da ustanovi kolonijo v današnjem Riu de Janeiru (France Antarctique), je bil deloma motiviran z nagrada, ustvarjeno z gospodarskim izkoriščanjem brazilskega lesa. Poleg tega je Carl Friedrich Philipp von Martius to rastlino navedel tudi v Flora Brasiliensis.

## Uporaba v glasbeni industriji in prekomerno nabiranje
Prekomerna sečnja je v 18. stoletju povzročila strmo zmanjšanje števila dreves brazilskega lesa, kar je povzročilo propad te gospodarske dejavnosti. Trenutno je vrsta skoraj iztrebljena v večini svojega prvotnega območja razširjenosti. IUCN je brazilski les uvrstil med ogrožene vrste in je naveden na uradnem brazilskem seznamu ogroženih rastlinskih vrst.
Trgovina z brazilskim lesom bo verjetno v bližnji prihodnosti prepovedana, kar bo povzročilo velik problem v industriji izdelovanja lokov, ki zelo ceni ta les. Mednarodna pobuda za ohranjanje Pernambuca (IPCI), katere člani so izdelovalci lokov, ki se za preživetje zanašajo na pernambuco, si prizadeva za ponovno zasaditev dreves. IPCI zagovarja uporabo drugih vrst lesa za loke za violino, da bi zbrali denar za sajenje sadik pernambuca. Pomanjkanje pernambuca je pripomoglo tudi k razvoju industrije ogljikovih vlaken in kompozitnih lokov.

## Prizadevanja za ponovno zasaditev
Obnovo vrste v naravi ovira dejstvo, da gre za vrhunsko združbeno vrsto, ki se bo dobro razvila le, če bo posajena med sekundarno gozdno vegetacijo. Čeprav je bilo v zadnjih desetletjih razdeljenih ali prodanih veliko sadik, je bilo to drevo posajeno na krajih zunaj njegovega naravnega območja razširjenosti, kar je prineslo nekoliko slabe rezultate, kot se to zgodi z drevesi iz brazilskega lesa, ki se uporabljajo za urejanje mestne krajine v mestu São Paulo, katerega razvoj in cvetenje običajno ovira hladnejše okolje.

## Galerija
- Čebela v cvetu, Botanični vrt, São Paulo
- Bodičasto deblo, Botanični vrt, São Paulo
- Bodičasto sadje (zelenjavi podobni semenski stroki), park CERET, São Paulo
- Detajl cveta
- Botanični vrt, São Paulo
- P. echinata lesna sredica